# Stapfiella
Stapfiella  es un género de plantas con flores perteneciente a la familia Turneraceae. Comprende seis especies.

## Especies seleccionadas
- Stapfiella claoxyloides
- Stapfiella lucida
- Stapfiella muricata
- Stapfiella ulugurica
- Stapfiella usambarica
- Stapfiella zambesiensis